# ボレリー彗星

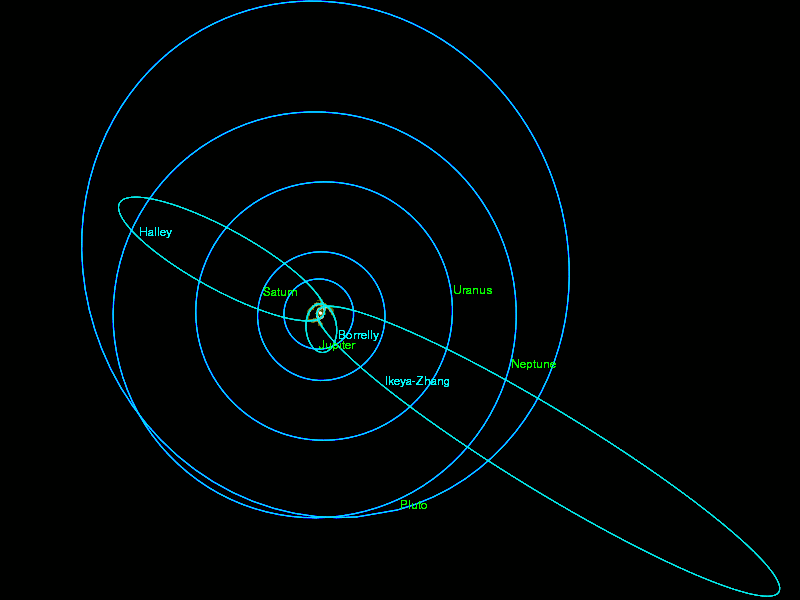
ボレリー彗星の軌道（中央下寄り）。左上はハレー彗星、右下は池谷・張彗星

ボレリー彗星（ボレリーすいせい、19P/Borrelly）は、公転周期6.85年の短周期彗星である。2001年にはディープ・スペース1号が訪れた。前回近日点を通過したのは2015年5月28日であり、次は2022年2月1日に近日点を通過すると予測されている。
ディープ・スペース1号はボレリー彗星の核から3400km離れた場所から撮影した。このとき撮影された画像は1ピクセル当たり45mでその当時までの彗星の画像の中では最高の解像度であった。

## 発見
1904年12月28日にフランス・マルセイユのアルフォンス・ボレリーが定期的に観測している間に発見した。
2001年、宇宙探査機ディープ・スペース1号が接近し、核を撮影した。

## 核の性質
ボレリー彗星の核は8km×4km×4kmである。アルベドは2.2%で、きわめて黒い。

## ディープ・スペース1号による探査

1998年10月24日から2003年12月31日までの軌道のアニメーション。
ディープ・スペース1号·
小惑星ブライユ·
地球·
ボレリー彗星

アメリカ航空宇宙局 (NASA) が1998年に打ち上げたディープ・スペース1号 (DS1) は、当初の任務であった各種新技術の実地試験や小惑星 (9969) ブライユの観測を終了したのち、延長任務としてボレリー彗星を観測することになった。
2001年9月22日、DS1は、ボレリー彗星から 2,171 km以内の距離を速度16.5 km/sでフライバイした。ボレリー彗星は探査機が訪れた彗星としては2つ目の彗星となった。

## 近日点通過
ボレリー彗星は2015年5月28日に近日点を通過した。前回以前の近日点通過は以下の通りである。
- 1905年1月17日
- 1911年12月18日
- 1918年11月17日
- 1925年10月7日
- 1932年8月27日
- 1939年6月8日 (観測されず)
- 1946年6月9日 (観測されず)
- 1953年6月9日
- 1960年6月13日
- 1967年6月17日
- 1974年5月12日
- 1981年2月20日
- 1987年12月18日
- 1994年11月1日
- 2001年9月14日
- 2008年7月22日
- 2015年5月28日

次は2022年2月1日に近日点を通過する。次回以降の近日点通過は以下の通りである。
- 2022年2月1日
- 2028年12月11日
- 2035年10月29日
- 2042年9月24日
- 2049年8月22日
- 2056年7月5日
- 2063年5月9日
- 2070年3月3日
- 2077年2月16日
- 2084年1月30日
- 2091年1月12日
- 2097年12月26日
- 2104年10月24日